# Nadir Ibrahimov
Nadir Baba oglu Ibrahimov (en azerí: Nadir Baba oğlu İbrahimov; 29 de diciembre de 1932 - 1 de enero de 1977) fue un astrónomo soviético y azerbaiyano. Un cráter en Marte es nombrado en su honor.
Nadir Ibragimov fue astrofísico en el Observatorio Astrofísico Shamakhi de la Academia Nacional de Ciencias de Azerbaiyán.